# کیروو
کیروو  (به روسی: Кирово) شهرکی که در حد فاصل نوسیبریسک و بردسک روسیه است . در دهه ۱۹۳۰ سی خانواده بلاروسی در این شهرک اسکان داده شدند . امروزه  اداره کیروو بر عهده مدیریت شهری نوسیبریسک روسیه است .

## جاذبه‌های توریستی
- پارک دیا پراگولک
- باغ گیاهشناسی سیبرسکی بوتاچنسکی
- پارک دندراری
- پارک بونسای
- کلیسای جلوه مادر خدا کازانکوی
- پلاژ برهنگی کیروو در دریاچه رود اب